# Husiti
Husiti (češko Husité ali Kališníci, keliharji, kalistinci) so bili češko predprotestantsko krščansko gibanje, ki je sledilo naukom reformatorja Jana Husa, najbolj znanega predstavnik češke reformacije. 
Husitsko gibanje se je začelo v Češkem kraljestvu in se hitro razširilo po preostalih Deželah češke krone, vključno z Moravsko in Šlezijo. Prodrlo je tudi v severne dele Ogrskega kraljestva (danes Slovaška), kjer je bilo zavrnjeno zaradi roparskega obnašanja husitskih vojakov. Obstajale so tudi zelo majhne in kratkožive skupnosti na Poljskem ter v Litvi in Transilvaniji, ki so se zaradi verske nestrpnosti preselile na Češko.
Husitstvo je bilo regionalno gibanje, ki se ni uspelo razširiti preko čeških meja. Husiti so se pojavili kot večinsko utrakvistično gibanje s pomembno taboritno frakcijo in manjšimi regionalnimi frakcijami, med njimi adamiti, orebiti in sirote. Glavni husitski teologi so bili Petr Chelčický, Hieronim Praški in drugi. Številni češki narodni junaki so bili prav husitski, vključno z Janom Žižko, ki je vodil krepak odpor v petih zaporednih križarskih vojnah, ki jih je husitski Češki napovedal papež. Husiti so bili eni od najpomembnejših predhodnikov protestantske reformacije. Gibanje so poganjala socialna vprašanja in hkrati krepila češko nacionalno zavest. 
Potem ko so Jana Husa z garantnim pismom zvabili na Konstanški koncil, mu tam sodili zaradi krivoverstva, obsodili na smrt in 6. julija 1415 usmrtili na grmadi, so se kot znak protesta leta 1420 začele verske in politične husitske vojne, ki so trajale do leta 1434. Po koncu husitskih vojn je utrakvistična stran, ki so jo podpirali katoliki, zmagala v spopadu s taboriti in postala najštevilčnejši predstavnik husitske vere na Češkem. Katoličani in utrakvisti na Češkem so po sklenitvi verskega miru v Kutni Hori leta 1485 postali enakopravni. 
Češka in Moravska ali tisto, kar je zdaj ozemlje Češke republike, sta bili dve stoletji večinoma husitski, dokler ni cesar Svetega rimskega cesarstva po bitki na Beli gori leta 1620 med tridesetletno vojno ponovno uvedel rimskokatoliške vere. Ta dogodek in stoletja habsburškega preganjanja so povzročili, da se je husitsko izročilo med današnjimi kristjani ohranilo zgolj v Moravski cerkvi, Edinosti bratov (Teksas) in ponovno ustanovljenih češkoslovaških husitskih cerkvah.

## Zgodovina

### Usmrtitev Jana Husa
Aretacija Jana Husa leta 1414 je v Čeških deželah povzročila precejšnje negodovanje. Češke oblasti so večkrat pozvale cesarja Sigismunda Luksemburškega, naj ga osvobodi. 
Ko so s Konstanškega koncila prišle novice, da so Husa 6. junija 1415 usmrtili na grmadi, so izbruhnili nemiri, usmerjeni predvsem proti duhovščini in še posebej proti menihom. Praški nadškof se je le za las rešil posledic te ljudske jeze. Ravnanje s Husom je v vsej državi veljalo za sramotno, njegova smrt pa za zločinsko dejanje. Kralj Venčeslav IV., spodbujen s svojo zamero do Sigismunda, je sprva dal duška svoji ogorčenosti nad potekom dogodkov v Konstanci. Njegova žena, kraljica Zofija Bavarska, je bila odkrito naklonjena Husovim prijateljem, na čelu vlade pa so stali zapriseženi husiti. 
Nekaj plemičev je ustanovilo zvezo in se zavezalo, da bo varovalo svobodno oznanjevanje evangelija na vseh svojih posestih ter priznalo avtoriteto škofov samo tam, kjer bodo njihova stališča v skladu s Svetim pismom. V vseh spornih točkah bi razsojala Univerza. Zvezi se je zatem pridružilo celotno husitsko plemstvo. 
Do leta 1417 je razen ustnega protesta proti ravnanju s Husom le malo dokazov o kakršnih koli dejanjih plemstva. Leta 1417 je več nižjih plemičev in nekaj baronov, podpisnikov protestnega pisma iz leta 1415, iz svojih župnij odstranilo katoliške duhovnike in jih nadomestilo z duhovniki, pripravljenimi deliti obhajilo v vinu in kruhu. Kelih vina je postal osrednji simbol husitskega gibanja. Če bi se gibanju pridružil kralj, bi sklepi zveze postali zakoni, vendar kralj tega ni storil in stopil na stran novoustanovljene Rimskokatoliške zveze gospodarjev, katere člani so se zavezali, da bodo podpirali kralja, Katoliško cerkev in Državni svet. Stanje je začelo kazati na mogočo državljansko vojno. 
Papež Martin V., takrat še kardinal, je Husa napadel z neusmiljeno resnostjo. Po Konstanškem koncilu je energično nadaljeval boj proti Husovemu nauku. Želel ga je popolnoma izkoreniniti, za kar je moral pridobiti sodelovanje kralja Venčeslava IV. Leta 1418 je cesarju Sigismundu uspelo pridobiti svojega brata Venčeslava IV., da je podprl stališča koncila, tako da ga je opozoril na neizogibnost verske vojne, če bodo heretiki na Češkem dobili njegovo zaščito. Husitski državniki in vojaški voditelji so morali zapustiti državo, rimskokatoliški duhovniki pa so se vrnili na svoje položaje. Ti ukrepi so povzročili splošne nemire, ki jih je leta 1419 pospešila kraljeva smrt zaradi kapi. Na češkem prestolu ga je nasledil cesar Sigismund.

### Husitske vojne (1419-1434)
Novica o smrti kralja Venčeslava leta 1419 je povzročila velik nemir med prebivalci Prage. Deželo je zajela revolucija: cerkve in samostani so se začeli uničevati, cerkveno premoženje pa je zaseglo husitsko plemstvo. Takrat se je ponovno odprlo vprašanje, ki še dolgo ni dobilo odgovora:  ali je Češka dedna ali volilna monarhija, zlasti ker je linija, po kateri je Sigismund zahteval prestol, sprejela načelo, da je Kraljevina Češka volilna monarhija, v kateri kralja volijo plemiči. Regent kraljestva Čeněk iz Wartenberga je izrecno izjavil, da Sigismund ni bil izvoljen, zato tudi njegov položaj kralja ne bo sprejet. Sigismund se je torej "svojega" kraljestva lahko polastil le z orožjem. Papež Martin V. je pozval katoličane Zahoda, naj vzamejo v roke orožje proti husitom in razglasil križarsko vojno. Sledile je vojna, ki je trajala dvanajst let. 
Husiti so sprva delovali obrambno, po letu 1427 pa so prešli v ofenzivo. Poleg svojih verskih ciljev so se borili za nacionalne interese Čehov. Zmerne in radikalne stranke so bile enotne in niso le odbile napadov križarske vojske, temveč so prestopile meje sosednjih držav. 23. marca 1430 je celo Ivana Orleanska husitom pisno zagrozila, da bo proti njim povedla križarsko vojsko, če se ne vrnejo h katoliški veri. Dva meseca kasneje so jo ujeli angleški in burgundski vojaki, kar ji je preprečilo izvedbo te grožnje.

### Baselski koncil in praškaKompaktata
Nasprotniki husitov so bili sčasoma prisiljeni razmisliti o sporazumni poravnavi spora. Husitom je bilo poslano povabilo, da se udeležijo Baselskega koncila lu 15. oktobra 1431. Razprave so se začele 10. januarja 1432 in se osredotočale predvsem na štiri praške člene. Do dogovora ni prišlo. Po ponavljajočih se pogajanjih med Baselskim koncilom in Češko je Češko-moravski državni zbor v Pragi 30. novembra 1433 sprejel Kompaktato. Sporazum je zagotavljal podeljevanje obhajila obeh vrst vsem, ki so to želeli, vendar z razumevanjem, da je Kristus v celoti prisoten v obeh, in pod pogojem, da husiti ne bodo več poudarjali svojih drugih zahtev. Svoboda pridiganja je bila podeljena pogojno: duhovnike je potrjevala in nameščala cerkvena hierarhija, pri čemer je morala upoštevati mnenje škofa. Člen, ki je prepovedoval posvetno oblast duhovščine, je bil skoraj v celoti ukinjen. 
Taboriti se temu niso hoteli prilagoditi. Kalikstinci so se združili z rimokatoličani in v bitki pri Lipanu 30. maja 1434 uničili taborite. Taboriti so po porazu izgubili svoj pomen, čeprav se je husitsko gibanje nadaljevalo na Poljskem še pet let do bitke pri Grotnikih, v kateri je vojska poljskega kralja premagale husite. Državni zbor je v Jihlavi leta 1436 potrdil Kompaktato in ji dal moč zakona. S tem je bila dosežena sprava Češke z Rimom in zahodnimi državami in Sigismund je končno dobil v posest češko krono. Njegovi nazadnjaški ukrepi so povzročili vrenje v vsej državi. Leta 1437 je umrl. 
Državni zbor v Pragi je leta 1444 zavrnil Wyclifov nauk o Gospodovi večerji, ki je bil za utrakviste neprijeten, in ga označil za krivoverstvo. Večina taboritov je po tem prešla na stran utrakvistov, ostali so se pridružili Bratom Kristusovega zakona (latinsko Unitas fratrum).

### Husitska Češka, Luter in refornacija (1434–1618)
Leta 1462 je papež Pij II. razglasil Kompaktato za nično in neveljavno, prepovedal obe vrsti obhajila in priznal kralja Jurija Podjebradskega za češkega kralja pod pogojem, da obljubi brezpogojno soglasje z rimsko cerkvijo. Podjebradski je to zavrnil, kar je vodilo v češko-ogrsko vojno (1468–1478). Njegov naslednik, kralj Vladislav II., je bil naklonjen katolikom in je ukrepal proti nekaterim gorečim duhovnikom kalistincem. Težave utrakvistov so se iz leta v leto povečevale. Leta 1485 je bil na skupščini v Kutni Gori sklenjen sporazum med katoličani in utrakvisti, ki je trajal enaintrideset let. Enake pravice obeh veroizpovedi so bile dokončno uveljavljene šele kasneje na zboru leta 1512. 
Pojav Martina Luthra je utrakvistična duhovščina pozdravila in sam Luter je bil presenečen, ko je odkril toliko stičnih točk med Husovimi in svojimi nauki. Nemške reformacije niso odobravali vsi utrakvisti. Med njimi je nastal razkol in mnogi so se vrnili h katoliškemu nauku, drugi pa so že leta 1457 organizirali Unitas fratrum.

### Češki upor in hudo preganjanje pod Habsburžani (1618–1918)
Pod cesarjem Maksimiljanom II. je češki Državni zbor ustanovil Confessio Bohemica, s katero so se strinjali luteranci, reformirani in Češki bratje. Od takrat naprej je husitstvo začelo izumirati. Po bitki na Beli gori 8. novembra 1620 je bila s silo ponovno vzpostavljena rimskokatoliška vera, kar je temeljito spremenilo verske razmere v Čeških deželah. 
Voditelji in člani Unitas fratrum so se bili prisiljeni odločiti se, ali bodo zapustili številne in raznolike jugovzhodne kneževine Svetega rimskega cesarstva, predvsem Avstrijo, Ogrsko, Češko, Moravsko in dele Nemčije in njenih številnih držav, ali bodo izpolnjevali svoja prepričanja skrivaj. Posledično so bili člani prisiljeni v ilegalo, razpršeni po severozahodni Evropi. Največje preostale skupnosti bratov so bile v Lesznem na Poljskem, ki so imele zgodovinsko močne vezi s Čehi, in v majhnih, izoliranih skupinah na Moravskem. Nekateri, med njimi Jan Amos Comenius, so pobegnili v zahodno Evropo, predvsem v Nizozemsko. Naselitev husitov v Herrnhutu na Saškem v današnji Nemčiji je leta 1722 povzročila nastanek Moravske cerkve. 

### Pohabsburško in sodobno obdobje (1918-danes)
Leta 1918 se je Češka po zaslugi Masaryka in češkoslovaških legij s husitsko tradicijo osamosvojila od Avstro-Ogrske in ustanovila Češko republiko.
Husitska tradicija je zdaj zastopana v Moravski cerkvi, Edinosti bratov in češkoslovaški Husitski cerkvi.

### Frakcije
Husitstvo, organizirano v letih 1415–1419, ni bilo enotno gibanje, ampak raznoliko z več frakcijami, ki so imele različne poglede na vero in so si v husitskih vojnah celo nasprotovale. Na začetku sta se oblikovali dve stranki. Manjše število članov obeh strank se je kasneje zbralo okrog pacifista Petra Chelčickega, čigar nauki so bili temelj Unitas fratrum. Husite lahko razdelimo na: 
- Zmerni husiti  
  - praški husiti
  - češko husitsko plemstvo
  - husiti Žatca in Lounyja
  - drugi (utrakvisti/kalistinci)
- Radikalni husiti  
  - taboriti
  - orebiti
  - adamiti
  - sirotci (sirote)
  - drugi radikalni husiti

Bolj konservativni husiti (zmerna stranka), ki so tesneje sledili Husu, so si prizadevali izvesti reformo in pri tem pustiti celoten hierarhični in liturgični red Cerkve nedotaknjen. Njihov program je vsebovan v Štirih praških členih, ki jih je napisal Jakob iz Miesa in so bili sprejeti julija 1420 ter razglašeni v latinščini, češčini in nemščini. Celotno besedilo je dolgo približno dve strani, vendar je pogosto povzeto v štirih točkah:
- svoboda oznanjanja Božje besede,
- obhajanje s kruhom in vinom duhovnikov in laikov,
- revščina duhovščine in razlastitev cerkvenega premoženja in
- kaznovanje za smrtne grehe ne glede na postavo.

Nazori zmernih husitov so bili široko zastopani na univerzi in med meščani Prage, zato so jih imenovali praška stranka (pražani), pa tudi kalikstinci (iz latinskega  calix, kelih) ali utrakvisti (iz latinskega utraque, oboje), ker so poudarjali drugega od Štirih praških členov, kelih pa je postal njihov simbol. 
Radikalnejša stranka se je pogumneje poistovetila z doktrinami Johna Wycliffa, delila njegovo strastno sovraštvo do meniške duhovščine in njegovo željo po vrnitvi Cerkve v domnevno stanje v času apostolov. To je zahtevalo odstranitev obstoječe hierarhije in odvzem cerkvenih posesti. Radikali so pridigali sufficientia legis Christi - zadostnost božjih zakonov, se pravi  Svetega pisma. Slednje je edino pravilo in kanon za človeško družbo, ne le v cerkvi, ampak tudi v političnih in civilnih zadevah. Radikali so že leta 1416 zavrnili vse, za kar so verjeli, da nima podlage v Svetem pismu: čaščenje svetnikov in podob, postenje, odvečne praznike, prisege, priprošnje za mrtve, spoved, odpustke, zakramenta birme in bolniškega maziljenja ter si izbrali svoje duhovnike. Predvsem pa so se oklepali Wycliffovega nauka o Gospodovi večerji, zanikali transsubstanciacijo, ki je glavna točka, po kateri so se ločevali od zmerne stranke. 
Radikali so imeli zbirališča po vsej državi. Njihov prvi oboroženi napad je bil usmerjen na mestece Ústí južno od Prage (današnje Sezimovo Ústí). Ker se kraj ni izkazal za ubranljivega, so se naselili v ostankih starejšega mesta na hribu nedaleč stran in ustanovili novo mesto, ki so ga poimenovali Tábor. Po mestu so jih imenovali taboriti in so tvorili gonilno silo radikalnih husitov. Njihov cilj je bil uničiti sovražnike božje postave in z mečem braniti njegovo kraljestvo, ki naj bi prišlo v kratkem času. Njihove vizije o koncu sveta se niso uresničile. Da bi ohranili svoje mesto in širili svojo ideologijo, so vodili krvave vojne. Na začetku so se držali strogih pravil, najstrožje kaznovali tako umor kot za manj hude prekrške, kot so prešuštvo, kriva prisega in oderuštvo. Toge svetopisemske standarde so poskušali vnesti tudi v takratni družbeni red. Taborite so običajno podpirali orebiti (pozneje imenovani sirote), vzhodnočeška husitska sekta husitstva s sedežem v Hradcu Královém.